# Ladislav Smoček
Ladislav Smoček (* 24. srpna 1932 v Praze) je český spisovatel, dramatik a divadelní režisér.

## Životopis
Pochází z vojenské rodiny, jeho otec byl důstojníkem Československé armády. Po maturitě na plzeňském gymnáziu (1951) vystudoval divadelní režii na pražské DAMU v roce 1956. K jeho spolužákům na DAMU patřil např. Václav Hudeček, k profesorům např. František Salzer. Svou uměleckou dráhu zahájil v Městském divadle v Benešově (1956–1957), poté působil v brněnském Divadle Julia Fučíka (1957–1960), v letech 1960–1963 byl režisérem Laterny magiky. Později přešel do Státního divadelního studia, v jehož struktuře pomáhal spoluzaložit v roce 1965 legendární pražský Činoherní klub, jehož se natrvalo stal kmenovým dramatikem a režisérem. V letech 1992–1993 byl režisérem Vinohradského divadla a i později zde režíroval jako host. Pohostinsky také pravidelně režíruje v plzeňském Divadle Josefa Kajetána Tyla, příležitostně i na dalších divadelních scénách (Národní divadlo, Divadlo Ungelt, Divadlo Bez zábradlí), od 60. let 20. století spolupracuje s filmem a televizí jako herec epizodních rolí, scenárista a režisér.
Velmi často hostuje v zahraničí, jeho hry jsou často uváděny i na zahraničních divadelních scénách.[zdroj?]

## Dílo

### Divadelní hry
- 1965 Piknik – divadelní hra (zahajovací hra v pražském Činoherním klubu)
- 1966 Bludiště. Napsáno v roce 1964. Poprvé inscenováno v roce 1966 v Činoherním klubu, premiéra spolu s hrou Podivné odpoledne dr. Zvonka Burkeho[7]. V roce 2013 zpracováno v Českém rozhlasu jako rozhlasová hra, režie Ivan Chrz,[8]
- 1966 Podivné odpoledne dr. Zvonka Burkeho
- 1967 Bitva na kopci - rozhlasová hra. V roce 1987 byla uvedena uvedena v Činoherním klubu její jevištní podoba (spolu s Drátenickou svatbou J. M. Synge pod názvem Krásné vyhlídky) a ve stejném roce měla v televizním vysílání premiéru její filmová podoba. Režisérem obou provedení byl Ladislav Smoček.
- 1969 Milovníci opery – nerealizovaná televizní hra
- 1970 Kosmické jaro
- 1974 Smyčka – jednoaktovka
- 1995 Nejlepší den – scénická koláž ke dni osvobození města Plzně
- 1997 Růžový aeroplán (próza)
- 2000 Jednou k ránu

### Divadelní režie, výběr
- 1980 Carl Zuckmayer: Hejtman z Kopníku, Činoherní klub
- 1982 N. V. Gogol: Hráči, Činoherní klub
- 1992 Arthur Schnitzler: Duše krajina širá, Divadlo na Vinohradech
- 1994 Carlo Goldoni: Poprask na laguně, Divadlo na Vinohradech, j. h.
- 1996 A. R. Gurney: Milostné dopisy, Divadlo na Vinohradech – Zkušebna (studiové představení), j. h.
- 1997 Arnold Wesker: Bouřlivé jaro, Divadlo Ungelt, j. h.
- 1998 Ödön von Horváth: Povídky z Vídeňského lesa, Divadlo na Vinohradech, j. h.
- 1999 Edward Franklin Albee: Hra o manželství, Divadlo Ungelt, j. h.
- 2006 Israel Horovitz: Chvíle pravdy, Divadlo na Vinohradech, j. h.
- 2014 George Bernard Shaw: Paní Warrenová, Činoherní klub

### Sborníky
- SMOČEK, Ladislav. Činohry a záznamy. Brno: Větrné mlýny, 2002. 440 s. (Dramatické texty; sv. 24). ISBN 80-86151-51-4.

## Ocenění
- 2006 Cena ministerstva kultury České repoubliky
- 2007 Laureát ceny Karla Čapka Českého centra Mezinárodního PEN klubu
- 2014 Stříbrná pamětní medaile Senátu [9]
- 2016 Čestné občanství Prahy 1[10]